# ファヴァーレ・ディ・マルヴァロ
ファヴァーレ・ディ・マルヴァロ(イタリア語: Favale di Malvaro)は、イタリア共和国リグーリア州ジェノヴァ県にある、人口約400人の基礎自治体（コムーネ）。

## 地理

### 位置・広がり

#### 隣接コムーネ
隣接するコムーネは以下の通り。
- ロルシカ
- モコーネジ
- ネイローネ
- レッツォアーリオ

### 地震分類
イタリアの地震リスク階級 (it) では、3 に分類される
。

## 行政

### 分離集落
ファヴァーレ・ディ・マルヴァロには、以下の分離集落（フラツィオーネ）がある。
- Accereto, Alvari, Arena, Canavissolo, Cassottano, Castello, Collo, Malvaro, Monteghirfo (quest'ultima divisa amministrativamente con l'attiguo comune di Lorsica), Ortigaro, Piano, Priagna, Rocca, Scoglio